# Ана Димова
Ана Стоева Димова е българска германистка и преводачка на художествена и научна литература от немски на български и от български на немски език, професор в Шуменския университет. Авторка е на изследвания в областта на германското езикознание, контрастивната лингвистика и теорията на превода.

## Биография
Родена е на 30 юни 1947 г. в Свиленград. Завършва през 1966 г. езиковата гимназия в Бургас, през 1970 г. специалността немска филология в Софийския университет, а през 1979 г. защитава докторска дисертация по германска и контрастивна лингвистика в Лайпцигския университет.
От 1970 до 1973 г. е учителка по немски език в езиковата гимназия в Хасково, от 1974 г. преподава немски език във Висшия педагогически институт в Шумен.
През 1988 г. представя хабилитационен труд на тема „Импресионизъм и превод. Импресионистичният стил в австрийската литература и проблеми на превода“ и получава научното звание доцент. През 1990 г. създава специалността немска филология в Шуменския университет. От 1990 до 2005 г. е ръководител на катедрата по немска филология. От 1999 до 2006 г. е заместник-ректор на Шуменския университет. През 2006 г. получава научната степен „доктор на науките“ след защита на докторат на тема „Вицът като езиков и културен феномен. Немско-български паралели и контрасти. Преводимост“, а през 2007 г. получава научното звание професор.
Преподавала е в Шуменския университет германско езикознание, контрастивна лингвистика и теория на превода; хоноруван преподавател е във Великотърновския, Пловдивския, Софийския и Нов български университет.
От 1998 до 2001 г. е лектор по български език и култура в Мюнхенския университет. Специализира в университетите във Виена, Ерланген, Лайпциг, Мюнхен, Байройт, Потсдам. Гост-лектор е в множество университети в Германия, Австрия, Унгария, Хърватска, Турция.

## Награди и отличия
- 1997 г. – Награда за художествен превод на Австрийското министерство за образование и изкуство.
- 2012 г. – Почетен професор на Шуменския университет.[2][3]

## Трудове

### Монографии
- Импресионизъм и превод. Импресионистичният стил в австрийската литература и проблеми на превода. Велико Търново: ПИК, 1995.
- Увод в теорията на превода. Шумен: Университетско издателство „Епископ Константин Преславски“, 2001.
- Немска граматика в съпоставка с граматиката на българския език. Велико Търново: Фабер, 2002 (в съавт. с П. Петков и др.).
- Вицът като езиков и културен феномен. Немско-български паралели и контрасти. Преводимост. Велико Търново: Фабер, 2006.

### Статии
- Die Polysemie des deutschen Pronomens man unter Berücksichtigung seiner Äquivalente im Bulgarischen. // Deutsch als Fremdsprache, 1981, №1, S.38 – 44.
- Модалните конструкции sein + zu + Infinitiv и sam + za + nomen actionis. // Съпоставително езикознание, 1983, №1, с.35 – 43.
- За смисъла на безсмислените начинания. // Lettre Internationale (Sofia) 1993, №4, стр. 74 – 78.
- Auslandsgermanistik: Fremdsprachenphilologie und/oder Deutschlehrerausbildung. // DAAD Dokumentationen & Materialien (Germanistentreffen BRD – Bulgarien – Rumänien). Bonn, 1993, S.393 – 401.
- Die Übersetzung (in) der geretteten Zunge. // Schriftenreihe der Elias Canetti Gesellschaft. Roehrig Universitätsverlag, Vol. 2, 1997, S.305 – 313.
- Masse und Macht auf bulgarisch. // Schriftenreihe der Elias Canetti Gesellschaft. Roehrig Universitätsverlag Vol. 2, 1997, S.169 – 180
- Arthur Schnitzler in Bulgarien. // Internationale Zeitschrift für Kulturwissenschaften Jura Soyfer. Wien, 1998, S.16 – 20.
- Interkulturalität erlebt. // Jahrbuch Deutsch als Fremdsprache, München, Vol. 24, 1998, S.451 – 456.
- Херметично-херменевтично: Опит за интерпретация /и превод/ на едно стихотворение от Паул Целан. // Lettre internationale (София). 1998, №18, с.22 – 25.
- Ein Gedicht von Paul Celan als hermeneutischer Grenzfall und die (Un)möglichkeit seiner Übersetzung. In: Deutsch und Bulgarisch im Kontrast. Sprach- und literaturwissenschaftliche Beiträge. Hildesheim/Zürich/New York, (= Germanistische Linguistik), Vol. 149 – 150, 1999, S.185 – 197
- Kontrastive Studien Deutsch-Bulgarisch (Artikel 40). // Deutsch als Fremdsprache. Ein internationales Handbuch (1.Halbband). Berlin/New York, 2001, S.410 – 416
- Deutschunterricht und Germanistikstudium in Bulgarien (Artikel 142). // Deutsch als Fremdsprache. Ein internationales Handbuch (2.Halbband). Berlin/New York, 2001, S.1551 – 1555
- Humor zwischen Sprachen und Kulturen oder: Lässt sich Humor übersetzen? / Хуморът между езиците и културите или: Преводим ли е хуморът? // Elias Canetti. Internationale Zeitschrift für transdisziplinäre Kulturforschung / Елиас Канети. Международно списание за трансдисциплинарно изследване на културата. 2001, №2, S.40 – 55.
- Das Wort Übersetzung. //Wort und Grammatik. Festschrift für Pavel Petkov (Germanistische Linguistik 171 – 172), Hildesheim/Zürich/New York 2003, S. 307 – 317.
- Globalisierung und Wissenschaftssprache aus osteuropäischer Sicht. // Die Kosten der Mehrsprachigkeit: Globalisierung und sprachliche Vielfalt. Wien, 2003, S.147 – 149
- Ние и другите във фразеологията. // Европейска интеграция и интеркултурна комуникация. София, 2004, с.159 – 169.
- Какво ни казва текстът. // Сборник, посветен на 70-годишнината на Хилмар Валтер. Велико Търново, 2004, с. 25 – 35.
- Celan Übersetzen oder Übersetzen als Graben. In: Bachtin im Dialog. Festschrift für Jürgen Lehmann. Heidelberg: Universitätsverlag Winter, 2006, S. 65 – 86.
- Humor und Witz als Übersetzungsproblem. In: Humor. Grenzüberschreitende Spielarten eines kulturellen Phänomens. Göttingen: Universitätsverlag 2008, S. 7 – 20.
- Artikel 54. Kontrastive Analyse Deutsch – Bulgarisch. // Deutsch als Fremd- und Zweitsprache. Ein Internationales Handbuch. Hrsg. von Hans-Jürgen Krumm u.a. Berlin/New York: De Gruyter 2010, Band 1 (HSK 35.1.), S. 538 – 543.
- Artikel 185. Deutsch in Bulgarien. // Deutsch als Fremd- und Zweitsprache. Ein Internationales Handbuch. Hrsg. von Hans-Jürgen Krumm u.a. Berlin/New York: De Gruyter 2010, Band 2, (HSK 35.2.) S.1628 – 1632.
- Das Fremde in der Übersetzung. In: Wolf-Dieter Kause (Hg.): Das Fremde und der Text. Fremdsprachige Kommunikation und ihre Resultate. Potsdam: Universitätsverlag 2010, S.77 – 98.
- Entphilologisierung – Rephilologisierung: Möglichkeiten einer angewanmdten Germanisitk. In: Perspektiven und Chancen der Germanisitk im 21. Jahrhundert. Veliko Tarnovo: Faber, 2012, S.23 – 31.
- Wie viel Verfremdung verträgt die literarische Übersetzung? – Cross Cultural Communication. Re-Visionen. Kulturwissenschaftliche Herausforderungen interkultureller Germanistik. Frankfurt a.M. u.a.: Peter Lang, 2012, S-515–530.
- За превода на драматически текст. Шилеровите „Разбойници“ и преводите им на български език. // Cross-linguistic Interaction: Translation, Contrastive and Cognitive Studies. Liber Amicorum in Honour of Bistra Alexieva. Sofia, 2014, p.33 – 44.

### Преводи от немски на български език
- Хермлин, Щефан. Вечерна светлина. Разкази и новели. София: Партиздат, 1983.
- Вайс, Ернст. Бедният прахосник. Роман. София: Народна култура, 1985.
- Рот, Йозеф. Гробницата на капуцините. Разкази и роман. София: Народна култура, 1986.
- Краус, Карл. Кутията на Пандора. Есета и афоризми. София: Народна култура, 1991.
- Рансмайр, Кристоф. Последният свят. Роман. София: Народна култура, 1992.
- Асман, Ян. Културната памет. София: Планета 3, 2001.
- Целан, Паул. Ничията роза. Стихотворения. Двуезично издание. София: Издателско ателие АБ, 2001.
- Рот, Юлиана / Клаус Рот: Студии по интеркултурна комуникация. София: Издателство на БАН, 2007.
- Орошаков, Харалампи Г.: Аферата „Батенберг“. Пловдив: Летера, 2011.
- Фалада, Ханс. Всеки умира сам. Роман. Пловдив: Летера, 2013.
- Грубер, Мариане. Спомените на един смешник. Роман. Русе: Елиас Канети, 2014.

### Преводи от български на немски език
- Ralin, Radoj. Wildgewachse (Aphorismen). // Neue Sirene, Munchen, 1999, Nr.10, S.122 – 127.
- Podvarzatschov, Dimitar. Gedanken und Paradoxe (Aphorismen). // Neue Sirene, Munchen, 1999, Nr. 10, S.120 – 122.
- Michajlovsky, Stojan. Halbwahrheiten und Apophtegmata (Aphorismen). // Neue Sirene, Munchen, 1999, Nr.10, S.117 – 120.
- Dimitrova, Blaga. Balkan-Höllen-Spiele (Terzinen). In: Neue Sirene, München 1999, Nr.11, S.8 – 18.
- Nikolai Kantchev. Botschaften eines Fußgängers. In: Akzente, München, 2003, Nr.4, S.354 – 363.
- Sozialismus: Realitäten und Illusionen. Wien: Europäische Ethnologie, 2005.